# Derwent Valley textilgyárai
Derwent Valley textilgyárai 2001 decembere óta a világörökség része, a Derwent folyó mellett, az angliai Derbyshire-ben található. Itt született meg a 18. században a modern gyár (angolul mill) rendszer, ahol a Richard Arkwright által kifejlesztett új eljárást alkalmazták a pamut fonására. Az ipari létesítmény vidéki környezetbe telepítése munkáslakások építésére támasztott igényt. 
Összesen 867 épület tartozik ide, Cromford, Belper, Milford települések közösségei és Darley Abbey és John Lombe Gyára. További kilenc épületet műemléknek jelöltek. 
Richard Arkwright Masson Gyárában, amely egy működő Textilfeldolgozó Múzeum, mintegy 680,000 bobbinorsó tekinthető meg.

## Fordítás
- Ez a szócikk részben vagy egészben  a   Derwent Valley Mills című angol Wikipédia-szócikk ezen változatának fordításán alapul.  Az eredeti cikk szerkesztőit annak laptörténete sorolja fel. Ez a jelzés csupán a megfogalmazás eredetét és a szerzői jogokat jelzi, nem szolgál a cikkben szereplő információk forrásmegjelöléseként.